# Lieven de Scuetelaere
Lieven de Scuetelaere (vijftiende eeuw) of De Scotelaere was burgemeester van Brugge.

## Levensloop
De Scuetelaere was poorter van Brugge en behoorde tot een familie die wortels had in Varsenare.
Hij was gedurende twintig jaar actief in het Brugse stadsbestuur, als volgt:
- 1392-1400: hoofdman van het Carmerssestendeel
- 1401-1402: raadslid
- 1402-1403: thesaurier
- 1403-1404: burgemeester van de schepenen
- 1404-1405: burgemeester van de raadsleden
- 1405-1406: raadslid
- 1406-1407: burgemeester van de raadsleden
- 1408-1409: burgemeester van de raadsleden
- 1409-1410: thesaurier
- 1410-1411: burgemeester van de raadsleden
- 1411-1412: burgemeester van de schepenen
- 1412-1413: burgemeester van de schepenen.

Hij overleefde zonder kleerscheuren de periode rond 1406 toen strijd ontstond tussen Brugge en hertog Jan zonder Vrees en een aantal stadsbestuurders werd afgezet en verbannen. De Scuetelaere behoorde tot de aanklagers van een  concurrerende clan die uit het stadsbestuur werd geweerd en werd verbannen. Dit bleef echter niet duren en na 1413 genoten zijn tegenstanders opnieuw het vertrouwen van de hertog en traden ze weer tot het stadsbestuur toe.

## Bron
- Stadsarchief Brugge, Register van de Wetsvernieuwingen.